# Israelische Eishockeyliga 2006/07
Die Saison 2006/07 war die 14. Spielzeit der israelischen Eishockeyliga, der höchsten israelischen Eishockeyspielklasse. Meister wurden zum insgesamt fünften Mal in der Vereinsgeschichte die Haifa Hawks.

## Modus
In der Hauptrunde absolvierte jede der fünf Mannschaften insgesamt acht Spiele. Die vier bestplatzierten Mannschaften qualifizierten sich für die Playoffs, in denen der Meister ausgespielt wurde. Für einen Sieg erhielt jede Mannschaft zwei Punkte, bei einem Unentschieden gab es einen Punkt und bei einer Niederlage null Punkte.

## Hauptrunde
| Pl. |                   | Sp | S | U | N | Tore  | Punkte |
| 1.  | HC Metulla        | 8  | 7 | 1 | 0 | 24:08 | 15     |
| 2.  | Haifa Hawks       | 8  | 6 | 0 | 2 | 55:14 | 12     |
| 3.  | HC Rischon LeZion | 8  | 4 | 1 | 3 | 33:23 | 9      |
| 4.  | HC Ma’alot        | 8  | 2 | 0 | 6 | 25:38 | 4      |
| 5.  | Piranhas Bat Yam  | 8  | 0 | 0 | 8 | 11:65 | 0      |

Sp = Spiele, S = Siege, U = Unentschieden, N = Niederlagen

## Playoffs

### Halbfinale
- HC Rischon LeZion – Haifa Hawks 1:4
- HC Ma’alot – HC Metulla 0:5 (0:1, 0:3, 0:1)

### Finale
- Haifa Hawks – HC Metulla 4:3 n. P. (1:1, 1:2, 1:0, 0:0, 1:0)